# Laguna Blanca (Chili)
Pour les articles homonymes, voir Laguna Blanca.
Laguna Blanca est une commune du Chili située à l'extrême sud du Chili en Patagonie. Elle partie de la province de Magallanes, elle-même rattachée à la région de Magallanes.

## Géographie

### Situation
Laguna Blanca se trouve en Patagonie chilienne. Sa limite nord est formée par la frontière avec l'Argentine (province de Santa Cruz) et au sud par le bras de mer Skyring. Laguna Blanca se trouve à 2 100 kilomètres à vol d'oiseau au sud de la capitale Santiago (3 049 km par la route en passant par l'Argentine) et à 97 kilomètres au nord de Punta Arenas capitale de la région de Magallanes.

### Géologie et relief
La pampa domine l'est du territoire. La partie occidentale plus arrosée est recouverte de forêts de hêtres.

### Hydrographie
Le territoire de la commune est traversé par le río Penitentes et comporte le Laguna Blanca (lac blanc) qui lui a donné son nom.

### Climat
Le climat sur le territoire de la commune est tempéré humide subpolaire (classification de Köppen Cfc) avec une amplitude thermique faible au cours de l'année et une température moyenne d'environ 10 °C l'été et 0 °C l'hiver. La température moyenne maximale est de 25 °C en été et la température minimale peut atteindre −20 °C ou moins en hiver. La pluviométrie est relativement faible allant de 400 m à l'ouest à 200 mm au nord-est. Le vent d'ouest, qui souffle tout au long de l'année en se renforçant durant le printemps et l'été, accentue la sensation de froid.

### Voies de communication et transports
Le territoire de la commune est desservi par une unique route goudronnée, la RN 9, qui relie les villes de Puerto Natales au nord et de Punta Arenas au sud. La route traverse les deux hameaux de la commune.

## Histoire
Au cours de la décennie 1960 le gouvernement chilien a mis en œuvre le projet Patagonie avec comme objectif de peupler la région. Ce plan a abouti à la création du village de Villa Tehuelches (en hommage à la peuplade indigène qui occupait les lieux). Le village est inauguré en 1967 et la commune est créée en 1980 sous l'appellation Laguna Blanca.

## Démographie
Malgré des tentatives d'implantation de population sur le territoire, la commune est pratiquement dépourvue d'habitants. En 2012, la population de la commune de Laguna Blanca s'élevait à 272 habitants. La superficie de la commune est de 3 696 km2 (densité de 0,07 hab./km2).
La population de la commune est regroupée dans deux villages ; le chef-lieu de la commune Villa Tehuelches et Morro Chico..

Position de Laguna Blanca (en rouge) au sein de la Magallanes.